# Le Fantôme venu des profondeurs
Le Fantôme venu des profondeurs (titre original : The Ghost from the Grand Banks) est un roman de science-fiction d'Arthur C. Clarke, paru en 1990. Le roman a été sélectionné pour le prix Locus du meilleur roman de science-fiction 1991 sans recevoir de prix.

## Résumé
L'histoire débute en 2010 : dans deux ans sera célébré le centenaire d'une catastrophe qui a bouleversé le monde, le naufrage du Titanic. Ce navire gigantesque que l'on croyait insubmersible gît par 4 000 mètres de fond dans les eaux glacées de l'Atlantique Nord.
Combien de morts sont restés piégés dans cet immense cercueil de métal ? Combien de trésors recèle cette légendaire épave ?
Après si longtemps, le Titanic excite encore les convoitises. Deux équipes internationales envisagent des moyens originaux pour le renflouer :
- l'une propose de remplir le Titanic de cinquante milliards de petites billes de verre, chacune contenant une bulle d'air, la somme de ces billes permettant de « tirer » le Titanic en direction de la surface ;
- l'autre envisage de refroidir l'eau située au pourtour du navire en utilisant une nouvelle technologie de refroidissement en ultra haute-pression sousmarine, ce qui créera une sorte d'iceberg autour du navire, lequel montera vers la surface.

Les opérations de renflouement débutent, mais les financiers qui ont imaginé l'opération de renflouement et les scientifiques qui la mettent en œuvre n'ont pas pensé à un événement inattendu : un terrible tremblement de terre, de force 8 sur l'échelle de Richter, détruit toutes les installations sous-marines en train de travailler à proximité du navire, et met à mal les navires de surface. De nombreux scientifiques et techniciens sont tués. Peu après, un gigantesque éboulement sous-marin recouvre le Titanic de terre et de matériaux divers. Le constat est sans appel : le renflouement du Titanic n'interviendra jamais.
Mais longtemps, très longtemps après ces événements, dans un lointain futur, à un moment où l'humanité aura pris depuis des millénaires le chemin des étoiles, laissant sans vie cette Terre qui fut son berceau, des extraterrestres visiteront la planète. Ils remarqueront, en un certain endroit, les lignes régulières du Titanic. Et par goût de l'exploration et du savoir, ce sont eux qui mettront au jour la carcasse du Titanic.

## Publications
- Publié aux États-Unis en 1990, puis en France en 1993 aux éditions J'ai lu (trad. Roland C. Wagner), no 3379 puis no 3511.